# Côte centrale du Sud
Pour les articles homonymes, voir Côte centrale.

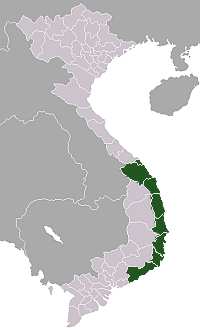
Localisation de la région de Nam Trung Bộ.

La Côte centrale du Sud (Nam Trung Bộ en vietnamien) est une région du Vietnam.

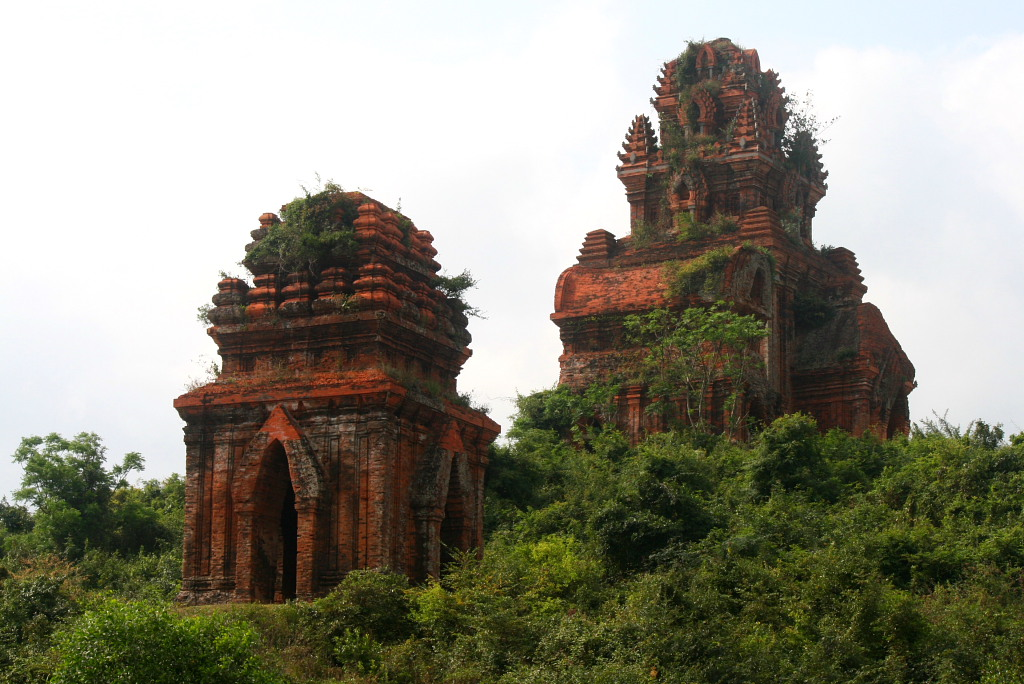
Tours de Banh It, province de Binh Dinh.

## Provinces
| No. | Province/Municipalité | Superficie (km²) | Population (2022) | Densité (h/km²) | PNB/habitant (millions de VND) (2007) |
| --- | --------------------- | ---------------- | ----------------- | --------------- | ------------------------------------- |
| 1   | Đà Nẵng               | 1.285            | 1.220.200         | 950             | 18.98                                 |
| 2   | Quảng Nam             | 10.575           | 1.519.400         | 144             | 8.76                                  |
| 3   | Quảng Ngãi            | 5.155            | 1.245.600         | 242             | 7.82                                  |
| 4   | Bình Định             | 6.066            | 1.504.300         | 248             | 9.57                                  |
| 5   | Phú Yên               | 5.026            | 876.600           | 173             | 8.43                                  |
| 6   | Khánh Hòa             | 5.200            | 1.254.000         | 241             | 16.1                                  |
| 7   | Ninh Thuận            | 3.356            | 598.700           | 178             | 6.66                                  |
| 8   | Bình Thuận            | 7.943            | 1.252.100         | 158             | 11                                    |